# Julio Luna
Julio César Luna Fermín (ur. 7 stycznia 1973 w Maturín) – wenezuelski sztangista, reprezentant olimpijski na igrzyskach w Barcelonie, Atlancie, Sydney oraz na igrzyskach w Atenach.